# Murbruk förlag
Murbruk förlag är ett svenskt bokförlag som startades 2006 av journalisten Kalle Holmqvist och Anders Roth. Förlaget har framför allt gett ut böcker om Latinamerika, men även verk av Jan Myrdal, Sven Wernström, Maria Sandel, Kalle Holmqvist och Olof Palme samt skönlitteratur. Bland publicerade skönlitterära författare finns Birgitta Lööv (Knuten näve, öppen hand från 2013).